# Leucoptera
Leucoptera is een geslacht van vlinders in de familie van de sneeuwmotten (Lyonetiidae). Het geslacht telt circa 80 soorten, waarvan er ruim 20 in Europa voorkomen.

## Soorten
- L. aceris (Fuchs, 1903)
- L. acropta Meyrick, 1914
- L. adenocarpella (Staudinger, 1871)
- L. albella (Chambers, 1871)
- L. aldabrana Legrand, 1966
- L. andalusica Mey, 1994
- L. aprutiella Parenti, 1958
- L. arethusa Meyrick, 1915
- L. argodes Turner, 1923
- L. argyroptera Turner, 1923
- L. asbolopasta Turner, 1923
- L. astragali Mey & Corley, 1999
- L. auronivea (Walker, 1875)
- L. autograpta Meyrick, 1918
- L. brachyscia Meyrick, 1934
- L. caffeina Washbourn, 1940
- L. calycotomella Amsel, 1939
- L. clerckella
- L. clerodendrella Vári, 1955
- L. coffeella (Guérin-Méneville, 1842)
- L. coma Ghesquière, 1940
- L. coronillae (M. Hering, 1933)
- L. crobylistis Meyrick, 1926
- L. cytisanthi
- L. cytisella
- L. cytisiphagella Klimesch, 1938
- L. chalcocycla (Meyrick, 1882)
- L. chalcopleura Turner, 1923
- L. chrysoxantha Meyrick, 1920
- L. deficiens
- L. deltidias Meyrick, 1906
- L. diasticha Turner, 1923
- L. entemopa Walsingham, 1914
- L. erebastra Meyrick, 1934
- L. ermolaevi
- L. erythrinella Busck, 1900
- L. euryphaea Turner, 1926
- L. exantlia Meyrick, 1915
- L. genistae (M. Hering, 1933)
- L. guettardella Busck, 1900
- L. heinrichi (Jones, 1948)
- L. hemizona Meyrick, 1906
- L. heringiella Toll, 1938
- L. hexatoma Meyrick, 1915
- L. hyperophrys Meyrick, 1939
- L. iolithg Turner, 1923
- L. laburnella

Goudenregenmot (Stainton, 1851)
- L. lathyrifoliella (Stainton, 1866)
- L. lotella

Rolklaversneeuwmot (Stainton, 1859)
- L. loxaula Meyrick, 1928
- L. loxoclista Meyrick, 1934
- L. lustratella

Hertshooisneeuwmot (Herrich-Schäffer, 1855)
- L. malifoliella

Appelsneeuwmot (O. Costa, 1836)
- L. melanolitha Turner, 1923
- L. meyricki Ghesquière, 1940
- L. monostigma (Gerasimov, 1930)
- L. nieukerkeni Mey, 1994
- L. obelacma Meyrick, 1918
- L. onobrychidella Klimesch, 1937
- L. orobi (Stainton, 1869)
- L. pachystimella Busck, 1904
- L. panduris Meyrick, 1915
- L. parinaricola Vári, 1955
- L. periphracta Meyrick, 1915
- L. phyllocytisi Hering, 1935
- L. picrocosma Meyrick, 1915
- L. plagiomitra Turner, 1923
- L. psophocarpella Bradley & Carter, 1982
- L. puerariella Kuroko, 1964
- L. pulchricola Vári, 1955
- L. robiniella Braun, 1925
- L. salicis Walsingham, 1914
- L. scammatias Meyrick, 1909
- L. scitella Zeller, 1839
- L. selenocycla Meyrick, 1930
- L. sinuella

Populierensneeuwmot (Reutti, 1853)
- L. sortita Meyrick, 1915
- L. spartifoliella

Bremsneeuwmot (Hübner, 1813)
- L. sphenograpta Meyrick, 1911
- L. strophidota Turner, 1923
- L. substrigata Meyrick, 1928
- L. susinella
- L. thessalica Mey, 1994
- L. toxeres Turner, 1923
- L. wailesella Stainton, 1858
- L. zanclaeella (Zeller, 1848)